# Wilfried Krätzig
Wilfried B. Krätzig (Hamburgo, 8 de novembro de 1932 – 7 de março de 2017) foi um engenheiro civil alemão. Foi professor de estática e dinâmica na Universidade de Bochum.
Krätzig estudou engenharia civil de 1952 a 1957 na Universidade de Hanôver e trabalhou depois na firma Züblin. A partir de 1962 foi assistente e depois engenheiro superior e docente no Institut für Massivbau da Universidade de Hanôver, onde obteve um doutorado em 1965, orientado por Wolfgang Zerna, com a tese Zum Randwertproblem der flachen Kugelschale unter Normalbelastung und stationären Temperaturfeldern. Obteve a habilitação em 1968, Beitrag zu einer linearen Approximation der Stabilitätstheorie elastischer Flächentragwerke. Entre 1969 e 1970 foi Visiting Associate Professor na Universidade da Califórnia em Berkeley. Em 1970 foi professor de estática e dinâmica na Universidade de Bochum. Em 1998 tornou-se professor emérito.
Recebeu em 1991 a Medalha Carl Friedrich Gauß.
Era parceiro em Bochum de um escritório de engenharia, Krätzig und Partner.

## Obras
- com Reinhard Harte, Konstantin Meskouris, Udo Wittek: Tragwerke, 2 Volumes, Springer Verlag 2010.
- com Yavuz Bazar: Theory of Shell Structures, VDI Verlag 2000.
- Editor: Dynamics of Civil Engineering Structures, Balkema, Rotterdam 1996.
- Editor Structural Dynamics, Proc. Eurodyn 90, Balkema, Rotterdam, 1991.
- Editor com E. Oñate Computational Mechanics of Nonlinear Response to Shells, Springer Verlag 1990.
- com Yavuz Bazar Mechanik der Flächentragwerke : Theorie, Berechnungsmethoden, Anwendungsbeispiele, Vieweg 1985.
- Große Naturzugkühltürme : Bauwerke der Energie- und Umwelttechnik, Opladen, Westdeutscher Verlag 1984.
- com Konstantin Meskouris Vereinfachte Erdbebenberechnung von Naturzugkühltürmen,  Technisch-wissenschaftliche Mitteilungen, Institut für konstruktiven Ingenieurbau, Ruhr-Universität Bochum, 1978.
- com R. Harnach Allgemeine Theorie geometrisch nichtlinearer, insbesondere leichter Flächentragwerke, Technisch-wissenschaftliche Mitteilungen, Institut für konstruktiven Ingenieurbau, Ruhr-Universität Bochum, 1976.
- Thermodynamics of deformations and shell theory, Technisch-wissenschaftliche Mitteilungen, Institut für konstruktiven Ingenieurbau, Ruhr-Universität Bochum, 71,3, 1971.